# 아예렛 주러
아예렛 주러(히브리어: איילת זורר, 영어: Ayelet Zurer, 1969년 6월 28일 ~ )는 이스라엘의 배우이다. 제14회 오빌상 여우주연상 수상자이다.

## 출연 작품
- 뮌헨 - 다프나 역
- 퓨저티브 피스 - 미카엘라 역
- 밴티지 포인트 - 베로니카 역
- 애덤 레져렉티드 - 지나 그레이 역
- 천사와 악마 - 비토리아 베트라 역
- 라이트벌브 - 지나 역
- 밀라다